# Rhaphidostegium loxense
Rhaphidostegium loxense là một loài Rêu trong họ Sematophyllaceae. Loài này được (Hook.) A. Jaeger miêu tả khoa học đầu tiên năm 1878.